# 杰里米·科尔宾的政治立场

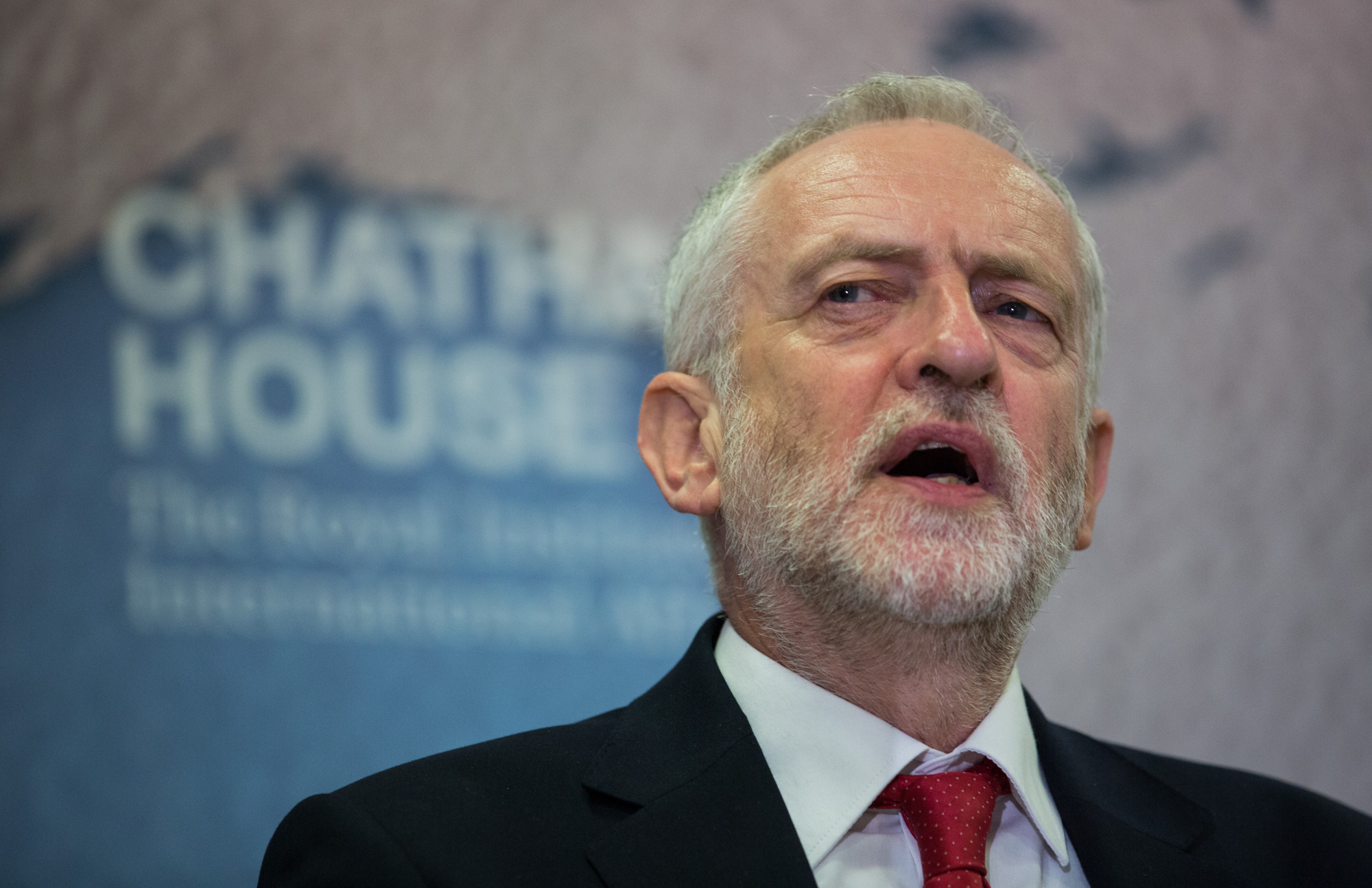
杰里米·科尔宾

杰里米·科尔宾曾于2015年9月12日—2020年4月4日担任英国反对党领袖、工黨黨魁。科尔宾从1965年起为工党成员，直到2024年被开除党籍，现为独立人士。
科尔宾自我认同为社会主义者。他也曾被称为“主流的斯堪的纳维亚式社会民主主义者”。他主张撤销自2010年以来对公共服务和部分福利资金的紧缩削减，并支持将公共事业和铁路重新国有化。作为长期的反战与反核活动人士，他支持军事不干预的外交政策以及单方面的核裁军。作家罗南·贝内特曾担任科尔宾的研究助理，他形容科尔宾是“一种素食主义者、和平主义的理想主义者，有着清晰的政治与历史认识，并致力于为弱者发声”。
1997年，政治学家大卫·巴特勒和丹尼斯·卡瓦纳将科尔宾的政治立场描述为“极左翼”。科尔宾曾称卡尔·马克思是“一位伟大的经济学家”，并表示他读过亚当·斯密、马克思和大卫·李嘉图的一些著作，“也研究过许多其他人的作品”。不过，也有人认为科尔宾并没有那么激进：例如，记者乔治·伊顿称他是“凯恩斯主义者”。《每日电讯报》在2023年报道指出，保守党政府在赢得大选后，实际上实施了科尔宾在2019年大选宣言中提出的大部分税收政策，包括提高公司税、对石油公司征收暴利税、减少股息收入的年度免税额、提高高收入者的所得税，以及对在线零售商引入数字服务税。
科尔宾曾表示，他最钦佩的前工黨黨魁是约翰·史密斯，并称其为“一位正直、友善、具有包容性的领导者”。他还表示，自己与迈克尔·富特“非常亲近，是非常好的朋友”。

## 科尔宾主义
科尔宾主义是指与杰里米·科尔宾相关联的一种政治理念和运动。科尔宾在2015年出任英国工黨黨魁后，以其左翼政策立场广受关注。他主张社会主义价值，关注工人阶级的利益，特别受到年轻选民的支持。他的领导使工党出现方向上的转变，吸引了数十万新成员加入，他们支持科尔宾关于增加国家医疗服务体系资金、实行免费大学教育以及将关键公共服务重新收归国有的主张。
科尔宾以其非正式的行事风格和独立立场，在政治上与传统工党领导人形成鲜明对比。他严厉批评保守党政府处理脱欧事务的方式，认为鲍里斯·约翰逊担任首相期间所谈成的脱欧协议可能会损害公共服务体系和工人权利。尽管工党内部存在争议与分裂，科尔宾的领导反映出英国社会中对既有政治格局的不满，凸显出部分选民对进步变革的期待。他曾致力于重振工党的影响力，回应那些在现行政策下感到被忽视人群的诉求。